# Konopki (Mazovie)
Pour les articles homonymes, voir Konopki.
Konopki (prononciation : [kɔˈnɔpki]) est un village polonais de la gmina de Stupsk dans le powiat de Mława de la voïvodie de Mazovie dans le centre-est de la Pologne.
Le village compte approximativement une population de 705 habitants en 2006.

## Histoire
De 1975 à 1998, le village appartenait administrativement à la voïvodie de Ciechanów.